# Relaciones Colombia-Francia
Las relaciones Colombia-Francia son las relaciones exteriores entre la República de Colombia y la República Francesa. Ambas naciones son miembros de las Naciones Unidas y de la Organización para la Cooperación y el Desarrollo Económicos.

## Historia
Unos de los primeros contactos entre Francia y el territorio de la actual Colombia tuvo lugar en mayo de 1697 durante la Expedición de Cartagena, que fue un ataque exitoso de los franceses a la ciudad fortificada de Cartagena de Indias como parte de la Guerra de los Nueve Años. A principios del siglo XVIII, muchos exploradores franceses viajaron a la costa caribeña de Colombia y al Golfo de Urabá. Sin embargo, Colombia no fue un destino de inmigración masiva para los franceses. Aproximadamente, 200 ciudadanos franceses inmigraron a Colombia entre 1843 y 1851.
Durante la guerra de la independencia de Colombia contra España, muchos ciudadanos franceses lucharon a favor de la Gran Colombia. Poco después de la independencia, Colombia y Francia establecieron relaciones diplomáticas el 1 de enero de 1830. Francia se convirtió en un importante modelo cultural e intelectual para la élite colombiana y las clases dominantes del siglo XIX.
En septiembre de 1964, el presidente francés Charles de Gaulle realizó una visita oficial a Colombia, convirtiéndose en el primer jefe de gobierno francés para visitar la nación sudamericana. Durante su visita, el presidente de Gaulle se reunió con el presidente de Colombia Guillermo León Valencia.
Desde la década de 2000, el gobierno francés fue  defensor de la iniciativa colombiana del Acuerdo humanitario entre las Fuerzas Armadas Revolucionarias de Colombia - Ejército del Pueblo (FARC-EP) y el gobierno colombiano. Además, el gobierno francés participó activamente en la promoción de la liberación de la doble ciudadana colombo-francesa Íngrid Betancourt.
Colombia, España y Francia tuvieron un período de cooperación antiterrorista contra ETA y las FARC-EP. Estos grupos considerados anteriormente como terroristas, supuestamente intercambiaron adiestramientos por medio de una compleja conexión con el IRA y los servicios secretos de Venezuela.
En enero de 2017, el presidente francés François Hollande realizó una visita a Colombia, la primera en 25 años desde la visita del Presidente François Mitterrand. Ese mismo año, ambas naciones celebraron el Año Dual Francia-Colombia que marcó un año de eventos culturales celebrando la riqueza de ambas naciones. En junio de 2017, el presidente colombiano Juan Manuel Santos realizó una visita a Francia para iniciar las celebraciones del año dual y se reunió con el presidente francés Emmanuel Macron.
En junio de 2019, el presidente colombiano Iván Duque Márquez viajó a París para discutir el proceso de paz colombiano y la actual Crisis en Venezuela y el aumento de la migración de ciudadanos venezolanos a Colombia.
Colombia es el quinto mayor receptor global de ayuda francesa para el desarrollo (y el más grande de las Américas). Gran parte de la ayuda se destina a operaciones que contribuyen directamente al postconflicto en Colombia y al desarrollo rural.

## Visitas de alto nivel
Visitas presidenciales de Colombia a Francia
- Presidente Andrés Pastrana Arango (2001)
- Presidente Álvaro Uribe (2002)
- Presidente Álvaro Uribe (2008)
- Presidente Juan Manuel Santos (2011, 2014, 2015, 2017)
- Presidente Iván Duque Márquez (2018, 2019)

Visitas presidenciales de Francia a Colombia
- Presidente Charles de Gaulle (1964)
- Presidente François Mitterrand (1985, 1989)
- Presidente François Hollande (2017)

## Acuerdos bilaterales
Ambas naciones han firmado varios acuerdos bilaterales como un Acuerdo de Intercambio Cultural (1952); Acuerdo sobre transporte aéreo (1953); Acuerdo de Cooperación Técnica y Científica (1963); Acuerdo de Cooperación Cultural (1979); Convenio de Cooperación Universitaria (1996); Acuerdo de Cooperación Técnica Militar (1996); Acuerdo en Materia Penal y Asistencia Judicial Mutua (1998); Acuerdo de la Promoción y Protección Recíproca de Inversiones (2014); Acuerdo para Evitar la Doble Tributación y Prevenir la Evasión Fiscal con respecto a los Impuestos sobre la Renta y el Patrimonio (2015); Acuerdo sobre un programa de vacaciones y trabajo (2016); Acuerdo de Cooperación Financiera (2016); Acuerdo de Cooperación Turística (2017); y un Convenio de Cooperación en Materia de Medio Ambiente y Recursos Naturales (2019).

## Misiones diplomáticas residentes
- Colombia tiene una embajada en París.[14]
- Francia tiene una embajada en Bogotá.[15]

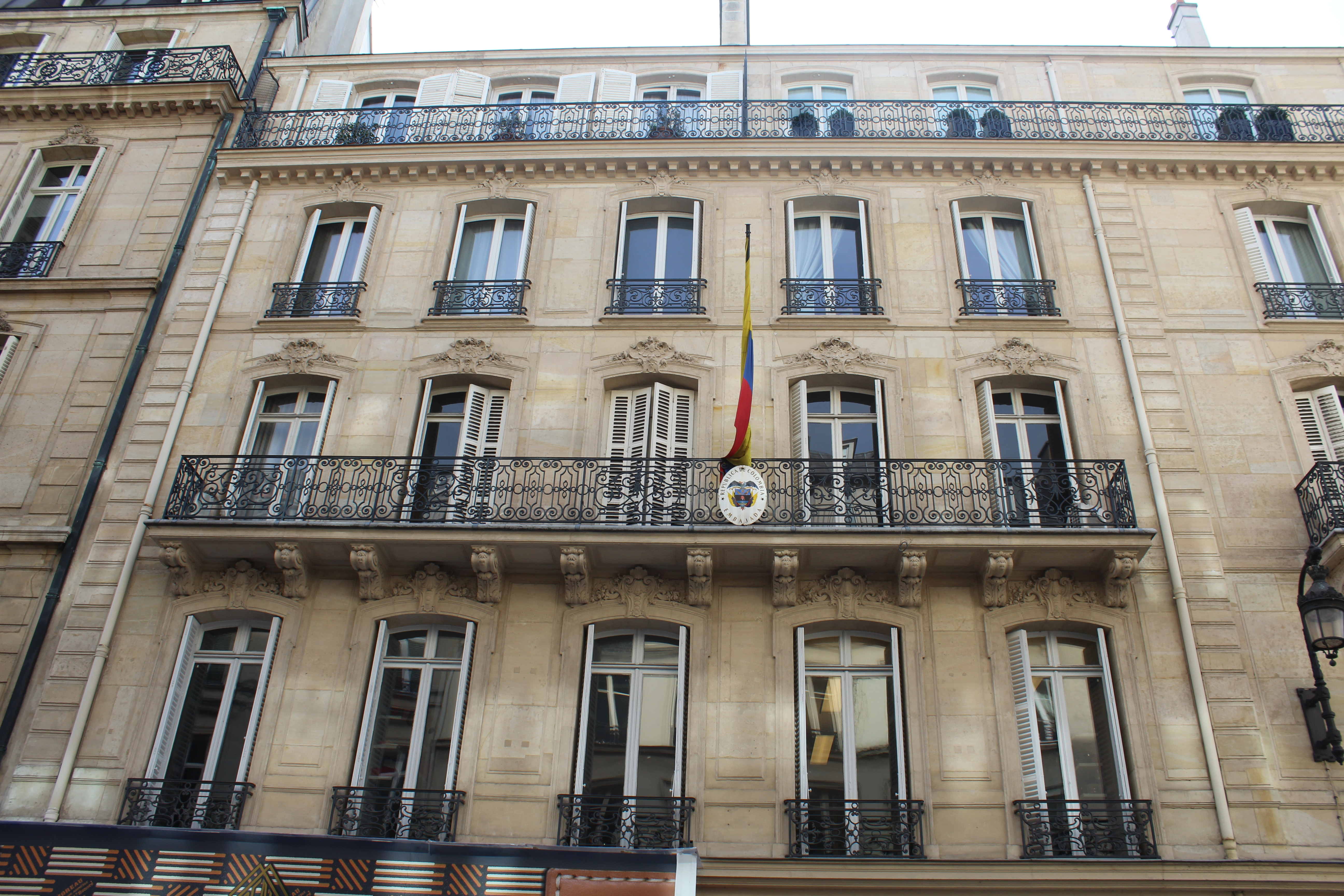
Embajada de Colombia en París
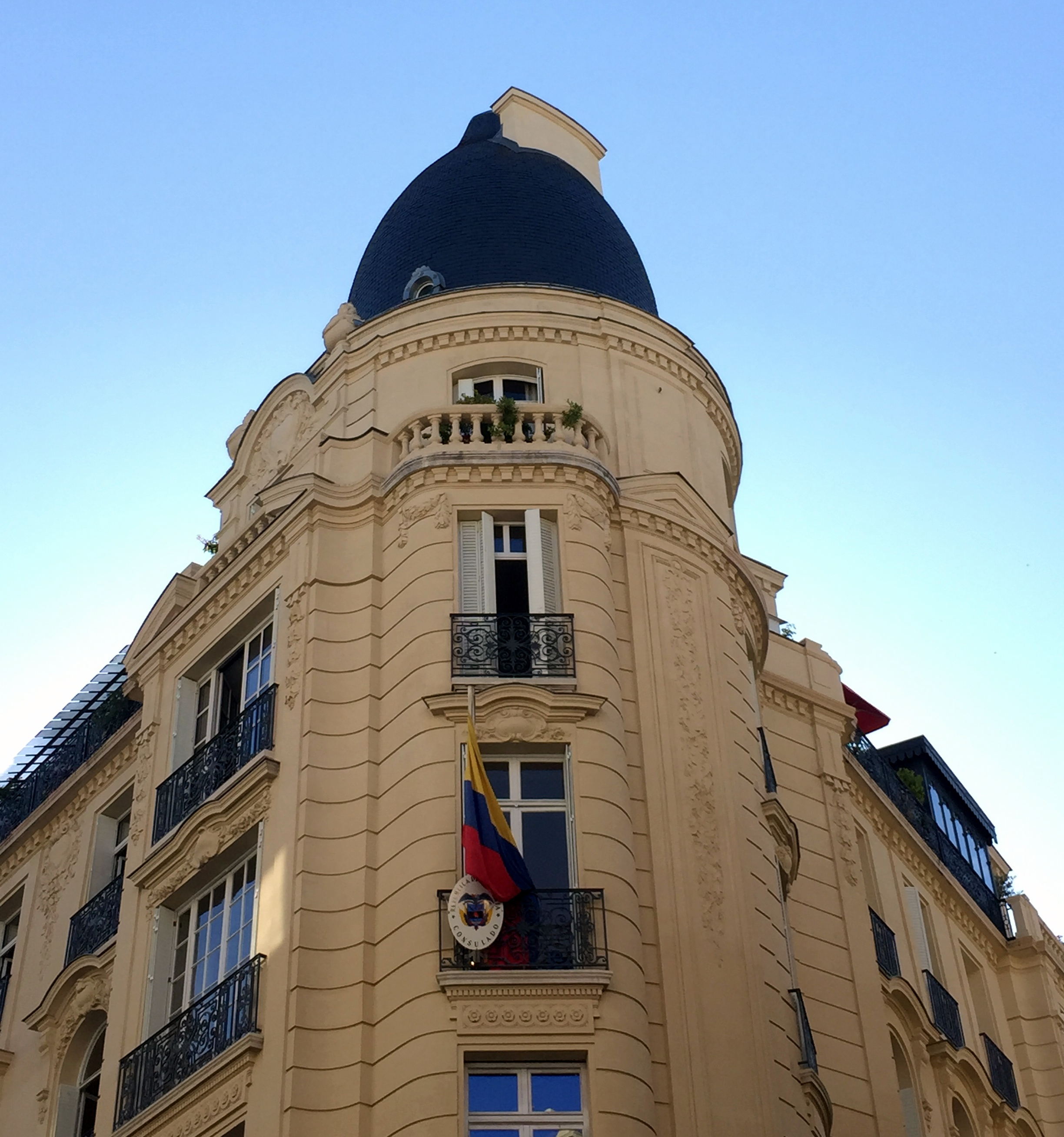
Consulado-General de Colombia en París
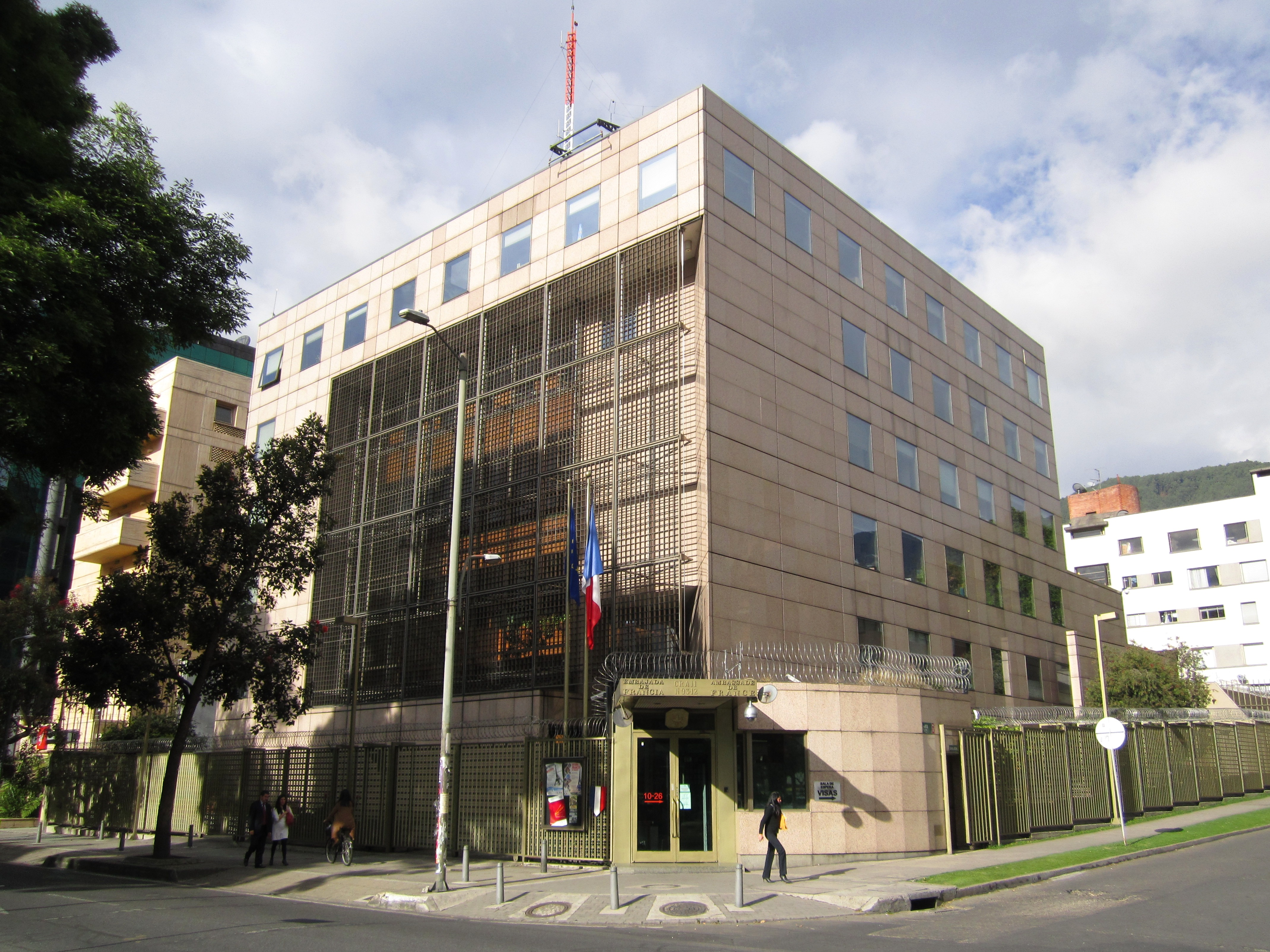
Embajada de Francia en Bogotá